# My Life (JUJUのアルバム)
『My Life』（マイ・ライフ）は、JUJUの2枚目のミニアルバム。2008年6月11日発売。発売元はソニー・ミュージックアソシエイテッドレコーズ。

## 概要
- 本作の収録曲のうち「My Life」は後に2ndフルアルバム『What's Love?』およびベストアルバム『BEST STORY 〜Love stories〜』に、「NEVER STOP」、「Saving All My Love For You」の2曲は3rdアルバム『JUJU』の初回限定盤のみ付属の特典CD『She Sings...』および洋楽カバーアルバム『TIMELESS』にそれぞれ収録される。

## 収録曲
1. My Life
  - 作詞・作曲：E-3／編曲：E-3 & DJ HIROnyc／ホーンアレンジ：黒田卓也
2. LIVE! TOGETHER 〜Tokyo Girls Anthem〜 / JUJU & デルタ・グッドレム
  - 作詞：松尾潔 & 鈴木桃子／作曲：松尾潔 & 豊島吉宏／編曲：MAESTRO-T
  - J-WAVE '08春のキャンペーン テーマソング
  - 2ndフルアルバム『What's Love?』には、本曲の続編ソングとしてリアレンジを施した「LOVE TOGETHER」が収録されている。
3. moonlight
  - 作詞・作曲：E-3／編曲：E-3 & DJ HIROnyc／ホーンアレンジ：黒田卓也
4. NEVER STOP
  - 作詞・作曲：Jan Kincaid／編曲：Alec Shantzis
5. Saving All My Love For You
  - 作詞・作曲：ジェリー・ゴフィン & マイケル・マッサー／インストゥルメンツアレンジ：E-3 & DJ HIROnyc／ホーンアレンジ：黒田卓也

カバー曲。
6. 海を見ていた午後
  - 作詞・作曲：荒井由実／編曲：E-3

荒井由実のカバー。
7. ナツノハナ (HASE-T Sweet Reggae Remix)
  - 作詞：はしもとみゆき／作曲：谷口尚久／オリジナルアレンジ：CHOKKAKU／リミックス：HASE-T